# Kabelo Kgosiemang
Kabelo Kgosiemang (Rakhuna, 7 gennaio 1986) è un altista botswano.

## Biografia
Ha vinto i campionati africani di atletica del 2006 con un record personale di 2,30 m, miglior risultato dalla vittoria di Abderrahmane Hammad nel 2000 con 2,34 m. Ha raggiunto tale misura nei campionati africani di atletica del 2008 ed è divenuto così il detentore del record nazionale assieme a Hammad.

## Palmarès
| Anno | Manifestazione          | Sede        | Evento        | Risultato      | Prestazione | Note                          |
| ---- | ----------------------- | ----------- | ------------- | -------------- | ----------- | ----------------------------- |
| 2006 | Campionati africani     | Bambous     | Salto in alto | Oro            | 2,30 m      | Miglior prestazione personale |
| 2007 | Giochi panafricani      | Algeri      | Salto in alto | Oro            | 2,27 m      |                               |
| 2007 | Mondiali                | Osaka       | Salto in alto | 9º             | 2,26 m      |                               |
| 2008 | Campionati africani     | Addis Abeba | Salto in alto | Oro            | 2,34 m      | Record nazionale              |
| 2008 | Giochi olimpici         | Pechino     | Salto in alto | Qualificazione | 2,20 m      |                               |
| 2009 | Mondiali                | Berlino     | Salto in alto | 13º            | 2,18 m      |                               |
| 2010 | Mondiali indoor         | Doha        | Salto in alto | 6º             | 2,28 m      | Record nazionale              |
| 2010 | Campionati africani     | Nairobi     | Salto in alto | Oro            | 2,19 m      |                               |
| 2010 | Giochi del Commonwealth | Delhi       | Salto in alto | Bronzo         | 2,26 m      |                               |
| 2011 | Mondiali                | Taegu       | Salto in alto | 25º (q)        | 2,21 m      |                               |
| 2011 | Giochi panafricani      | Maputo      | Salto in alto | Argento        | 2,20 m      |                               |
| 2012 | Campionati africani     | Porto-Novo  | Salto in alto | Oro            | 2,25 m      |                               |
| 2013 | Mondiali                | Mosca       | Salto in alto | 10º            | 2,25 m      |                               |
| 2014 | Giochi del Commonwealth | Glasgow     | Salto in alto | 5º             | 2,21 m      |                               |
| 2014 | Campionati africani     | Marrakech   | Salto in alto | Oro            | 2,28 m      |                               |
| 2015 | Mondiali                | Pechino     | Salto in alto | 28º (q)        | 2,22 m      |                               |
| 2015 | Giochi panafricani      | Brazzaville | Salto in alto | Oro            | 2,25 m      |                               |
| 2016 | Campionati africani     | Durban      | Salto in alto | 4º             | 2,10 m      |                               |
| 2019 | Giochi panafricani      | Rabat       | Salto in alto | 4º             | 2,10 m      |                               |